# Rival Dealer
Rival Dealer è un EP del musicista britannico Burial, pubblicato l'11 dicembre 2013 in digitale per l'etichetta Hyperdub e fisicamente in vinile e cd cinque giorni dopo.

## Temi
A differenza dei precedenti lavori del producer, questo EP mantiene un tema abbastanza costante per tutta la sua durata. Secondo Tom Lea del sito Fact, Rival Dealer è "una storia natalizia di amore, sessualità e confusione, la migliore cosa sin dai tempi di Untrue". Burial stesso ha parlato dell'EP in un raro messaggio mandato in onda nella radio BBC, dicendo che voleva che questi brani fossero "contro il bullismo, che potessero aiutare qualcuno a credere di più in sé stesso, di non avere paura e di non arrendersi, perché c'è sempre qualcuno che si prenderà cura di noi".
Tutte e tre le tracce contengono la voce campionata della scienziata della NASA Melissa Dawson Higgins. Il brano Come Down to Us contiene invece un campione vocale della regista Lana Wachowski tratto dalla campagna dei Diritti Umani del 2012.

## Tracce
1. Rival Dealer – 10:45
2. Hiders – 4:42
3. Come Down To Us – 13:06